# مارین فوتو
مارین فوتو (فرانسوی: Marine Fauthoux‎؛ زادهٔ ۲۳ ژانویهٔ ۲۰۰۱) بازیکن بسکتبال اهل فرانسه است.
از باشگاه‌هایی که در آن بازی کرده‌است می‌توان به اشاره کرد.
وی در مسابقات کشوری و بین‌المللی در مجموع برندهٔ ۱ مدال نقره، ۱ مدال برنز شده‌است.